# Turnesol

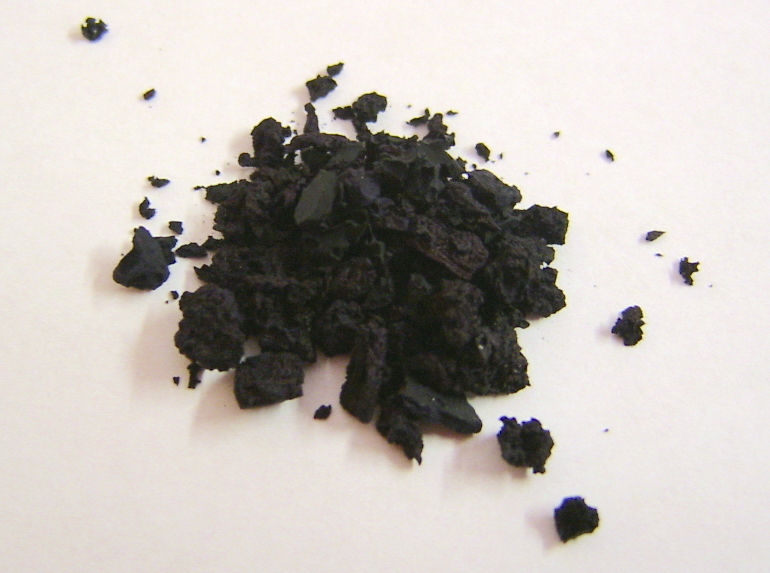
Pulbere de turnesol

Turnesolul este un amestec chimic solubil în apă, având în compoziție vopsele extrase din licheni, în principal din Roccella tinctoria.  Amestecul are numărul CAS 1393-92-6. Este deseori absorbit pe hârtie de filtru, devenind un indicator pH (unul din cei mai vechi indicatori cunoscuți), folosit pentru a determina caracterul acid sau bazic al diverselor substanțe. Hârtia albastră de turnesol devine roșie în contact cu acizi și hârtia roșie de turnesol devine albastră în contact cu baze (substanțe alcaline), schimbarea de culoare având loc între 4.5 și 8.3 pH (la temperatura normală de 25 °C). Culoarea neutră a hârtiei de turnesol este violetul. Amestecul conține între 10 și 15 vopsele diferite (e.g., Erythrolein / Erythrolitmin, Azolitmină, Spaniolitmin, Leucoorcein și Leucazolitmin). Azolitmina pură are un comportament asemănător cu turnesolul.

## Istoric
Turnesolul a fost folosit prima dată în jurul anului 1300 e.n. de către alchimistul spaniol  Arnaldus de Villa Nova. Începând cu secolul al XVI-lea, vopseaua albastră a fost extrasă din câteva specii de licheni îndeosebi în Olanda.

## Prezența în natură
Turnesolul poate fi găsit în diferite specii de licheni. Anterior, vopseaua era extrasă din specii cum ar fi Roccella tinctoria (America de Sud), Roccella fuciformis (Angola și Madagascar), Roccella pygmaea (Algeria), Roccella phycopsis, Lecanora tartarea (Norvegia, Suedia), Variolaria dealbata, Ochrolechia parella, Parmotrema tinctorum și Parmelia. În prezent, principala sursă sunt Roccella montagnei (Mozambic) și Dendrographa leucophoea (California).

## Proprietăți chimice
Proprietatea turnesolului de a indica caracterul acid sau bazic al unei alte substanțe se datorează cromoforului 7-hydroxyphenoxazone pe care îl conține.

## Utilizări
Principala utilizare este pentru a determina dacă o soluție are caracter acid sau bazic/alcalin. Hârtia de turnesol udă poate fi folosită de asemenea pentru a testa gazele solubile în apă; gazele se dizolvă în apă, iar soluția rezultată colorează hârtia de turnesol.
Alte reacții pot cauza schimbarea culorii hârtiei de turnesol; de exemplu, clorul (gazul) colorează în alb hârtia albastră de turnesol - hârtia de turnesol este decolorată. Această reacție este ireversibilă și de aceea, în acest caz, turnesolul nu acționează ca indicator.
Pentru a determina dacă o substanță este neutră este necesară o hârtie de turnesol, jumătate albastră, jumătate roșie. Când substanța este așezată pe hârtie, culoarea hârtiei ar trebui să rămână neschimbată sau să devină purpurie, atât partea albastră, cât și cea roșie .